# Félix Faure
Pour les articles homonymes, voir Alfred Faure (homme politique) et Félix Faure (1780-1859).
Félix Faure, né le 30 janvier 1841 à Paris (Seine) et mort le 16 février 1899 dans la même ville, est un homme d'État français. Il est président de la République du 17 janvier 1895 à sa mort.
Issu d'une famille modeste, il entame une carrière de tanneur, avant de devenir un riche négociant en cuir. Progressivement, il entre en politique, œuvrant d'abord à l'échelon local, dans la ville du Havre, avant d'être élu député de la Seine-Inférieure à quatre reprises, siégeant parmi les Républicains modérés à la Chambre des députés.
Désigné ministre de la Marine par Charles Dupuy en 1894, il est élu, quelques mois plus tard, président de la République grâce à l'appui des monarchistes et des modérés ligués contre la candidature d'Henri Brisson, du centre-gauche. Sa présidence est d'emblée marquée par l'affaire Dreyfus, qui divise la France en deux camps résolument opposés.
Les circonstances de sa mort, survenue brutalement au palais de l'Élysée quatre ans seulement après son élection et alors qu'il se trouvait en compagnie de sa maîtresse Marguerite Steinheil, sont passées à la postérité.

## Biographie

### Origines modestes
Fils de Jean-Marie Faure et de Rose-Adélaïde Cuissard, François Félix Faure est né au 71, rue du Faubourg-Saint-Denis (devenu le no 65) à Paris. Il est issu d'une famille rhodanienne de menuisiers et d'ébénistes des communes de Meys et de Saint-Symphorien-sur-Coise, du côté paternel (1809-1889), comme par la première épouse de celui-ci, sa mère Rose Cuissard (1819-1852). Du remariage de son père, il a un demi-frère, Constantin Faure, qui est officier de marine (1860 - disparu en mer, 1884).
Il passe les trois premières années de sa vie rue du Faubourg-Saint-Denis, à Paris. En 1844, la famille déménage au faubourg Saint-Antoine, où son père crée une petite fabrique de meubles. Il suit sa scolarité au collège communal de Beauvais (1852-1854), puis à l'école Pompée (1854-1857), internat privé d'Ivry-sur-Seine, où ses résultats sont en nette amélioration. Un lycée de Beauvais porte aujourd'hui son nom. Alors que Félix Faure n'est âgé que de onze ans, sa mère meurt de la tuberculose.
Afin de parfaire sa formation, il part deux ans pour l'Angleterre, où il apprend l'anglais et les notions du commerce. Par la suite, engagé dans les chasseurs d'Afrique, Félix Faure envisage une carrière militaire, mais la campagne d'Italie de 1859 l'en dissuade. En 1861, il effectue un stage de 18 mois à la tannerie d'Amboise.

### Vie privée et familiale
Le 18 juillet 1865 à Amboise, il épouse Marie-Mathilde Berthe Belluot, de laquelle il a deux filles :
- Lucie Faure (1866-1913), fondatrice de la Ligue fraternelle des enfants de France, épouse sans postérité de l'écrivain Georges Goyau, membre de l'Académie française (1922). Femme de lettres elle-même, elle publie un certain nombre d'ouvrages sous le nom de « Lucie Félix-Faure Goyau », notamment une biographie d'Eugénie de Guérin[3] ;
- Antoinette Faure (1871-1950) qui épouse, en 1892, l'ingénieur René Berge (1862-1948), avec qui elle a trois enfants (dont le psychanalyste André Berge, père du mathématicien Claude Berge).

Toutes deux sont amies de jeunesse de Marcel Proust.

### Les premiers travaux
En 1863, Félix Faure est employé dans une maison de peausserie du Havre (Seine-Inférieure). En janvier 1867, devenu négociant en cuir, il fonde sa première société, « Félix Faure et Cie » : il est ainsi l'un des premiers à acheter des cargaisons avant leur accostage en Europe. Lorsqu'il est élu président de la République, c'est son cousin germain Marius Cremer qui le remplace à la tête de la société.

### Un franc-maçon notable
Félix Faure est franc-maçon. Sa loge « Aménité » au Havre lui délivre le grade d'apprenti en 1865, puis de maître à partir de 1869. Il y tient des conférences en 1883 et 1885 en compagnie de Paul Doumer, autre futur président de la République (élu en 1931).

## Parcours politique

### Débuts
Premier acte de son engagement en politique, Félix Faure signe avec des opposants à Napoléon III, en 1865, le programme de Nancy en faveur de la décentralisation.
Républicain modéré, de plus en plus enraciné au Havre, il fait pour la première fois acte de candidature aux élections municipales des 6 août 1870 et 7 août 1870, en pleine guerre franco-allemande. Benjamin de la « liste démocratique » qui remporte tous les sièges au conseil municipal, Félix Faure est élu au 22e rang.
Le 4 septembre 1870, à la suite de la bataille de Sedan, Léon Gambetta prononce la déchéance du Second Empire : la IIIe République est proclamée au balcon de l'hôtel de ville de Paris et un gouvernement provisoire est formé. Le lendemain, sur ordre du préfet, le conseil municipal du Havre est remanié et Félix Faure, ardent défenseur du nouveau régime, devient le 3e premier adjoint, à l'âge de 29 ans. Chargé de la défense de la ville, menacée par les Prussiens, il négocie notamment l'achat d'armes et de munitions, réquisitionne plusieurs milliers de Havrais, supervise l'installation d'une ligne de défense…

### À la Chambre des députés
Félix Faure fut élu député de la Seine-Inférieure de 1881 à 1885, de 1885 à 1889, de 1889 à 1893 et enfin de 1893 à 1895.

### Au gouvernement
Il est sous-secrétaire d'État aux Colonies dans plusieurs cabinets successifs, puis sous-secrétaire d'État à la Marine et enfin ministre de la Marine.
Il publie un atlas statistique sur Les Budgets contemporains : Budgets de la France et des principaux États de l'Europe depuis 1870, Paris, Guillaumin, 1887, 568 p., in-folio, couronné du prix Montyon de statistique l'année suivante.

### Président de la République

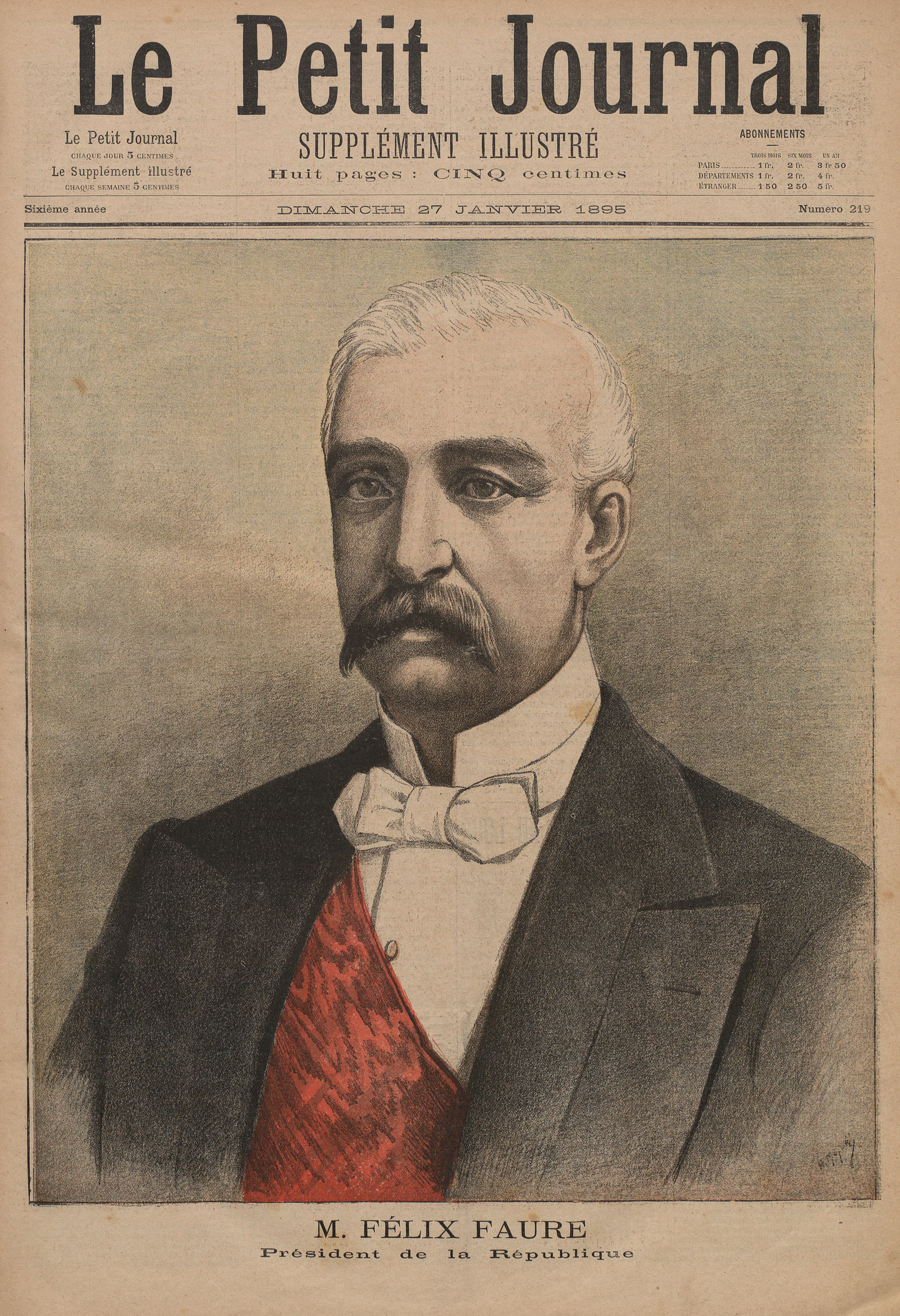
Une du Petit Journal après l'élection de Félix Faure à la présidence de la République.

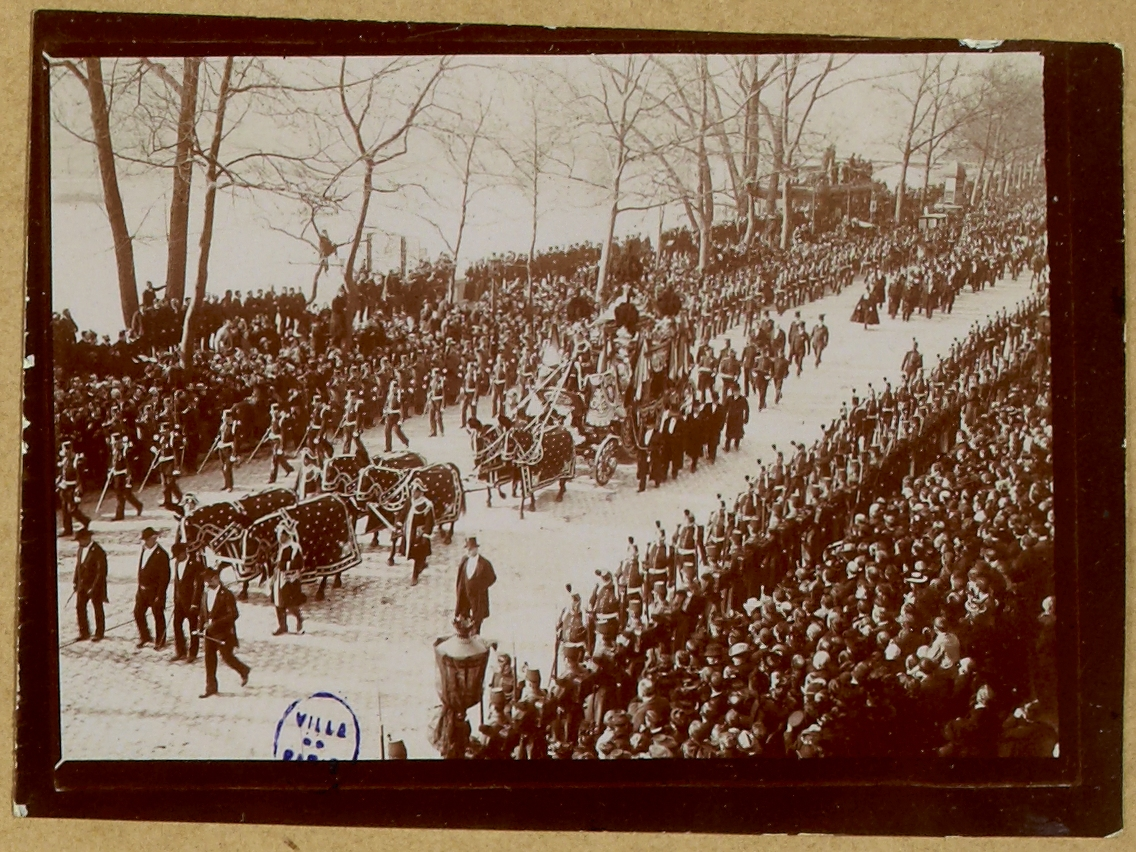
Obsèques de Felix Faure en 1899.

À la surprise générale, le président Jean Casimir-Perier, en poste depuis à peine plus de six mois à l'Élysée, démissionne le 15 janvier 1895. Deux jours plus tard, le 17 janvier 1895, Félix Faure est élu président de la République à la majorité absolue par 430 voix sur 801 votants, soit 54 %, contre 361 voix à Henri Brisson.
La presse grinçante le surnommera très vite « Président Soleil » à cause de son goût du faste et de l’élégance vestimentaire,.
Le président Faure contribue au rapprochement franco-russe, recevant en 1896 le tsar Nicolas II dans le cadre de l'alliance franco-russe et faisant une visite officielle en Russie en 1897. Il participe à l'expansion coloniale, notamment avec la conquête de Madagascar. Mais les relations avec le Royaume-Uni sont tendues avec la crise de Fachoda.
Le mandat présidentiel de Félix Faure est marqué par l'affaire Dreyfus. C'est à lui qu'Émile Zola adresse, le 13 janvier 1898, sa célèbre lettre ouverte « J'accuse… ! ». Félix Faure demeure, par « légalisme commode », hostile à une révision du procès, bien que son journal montre que progressivement il est convaincu de l'innocence du capitaine.

## Mort

### Circonstances
Félix Faure meurt au palais de l'Élysée le 16 février 1899, à l'âge de 58 ans, dans les bras de sa maîtresse Marguerite Steinheil. Des quatre présidents de la République française décédés en fonction, il est le seul à être mort dans le palais présidentiel. Après avoir agonisé trois heures après le départ de sa maîtresse, Félix Faure meurt vers 22 heures. La cause de la mort annoncée est ce que l'on appelle alors une « congestion cérébrale », dans la terminologie moderne un accident vasculaire cérébral,. Certains historiens mettent aujourd'hui la version des ébats mortifères sur le compte de la « mythomanie de Mme Steinheil ». Toutefois, la presse de l'époque surenchérit et relate l'histoire,.

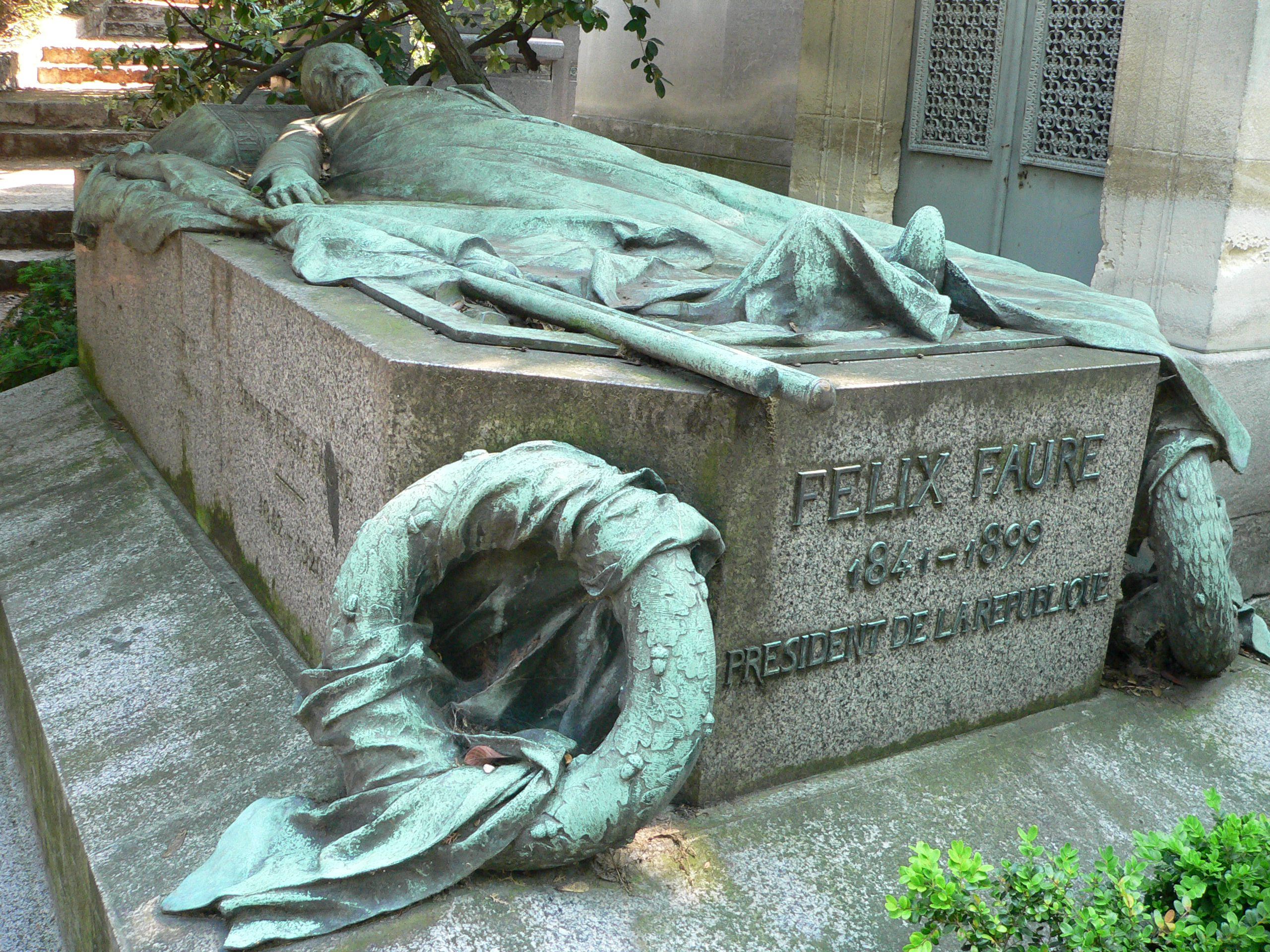
Gisant de Félix Faure au Père-Lachaise.

### Obsèques mouvementées

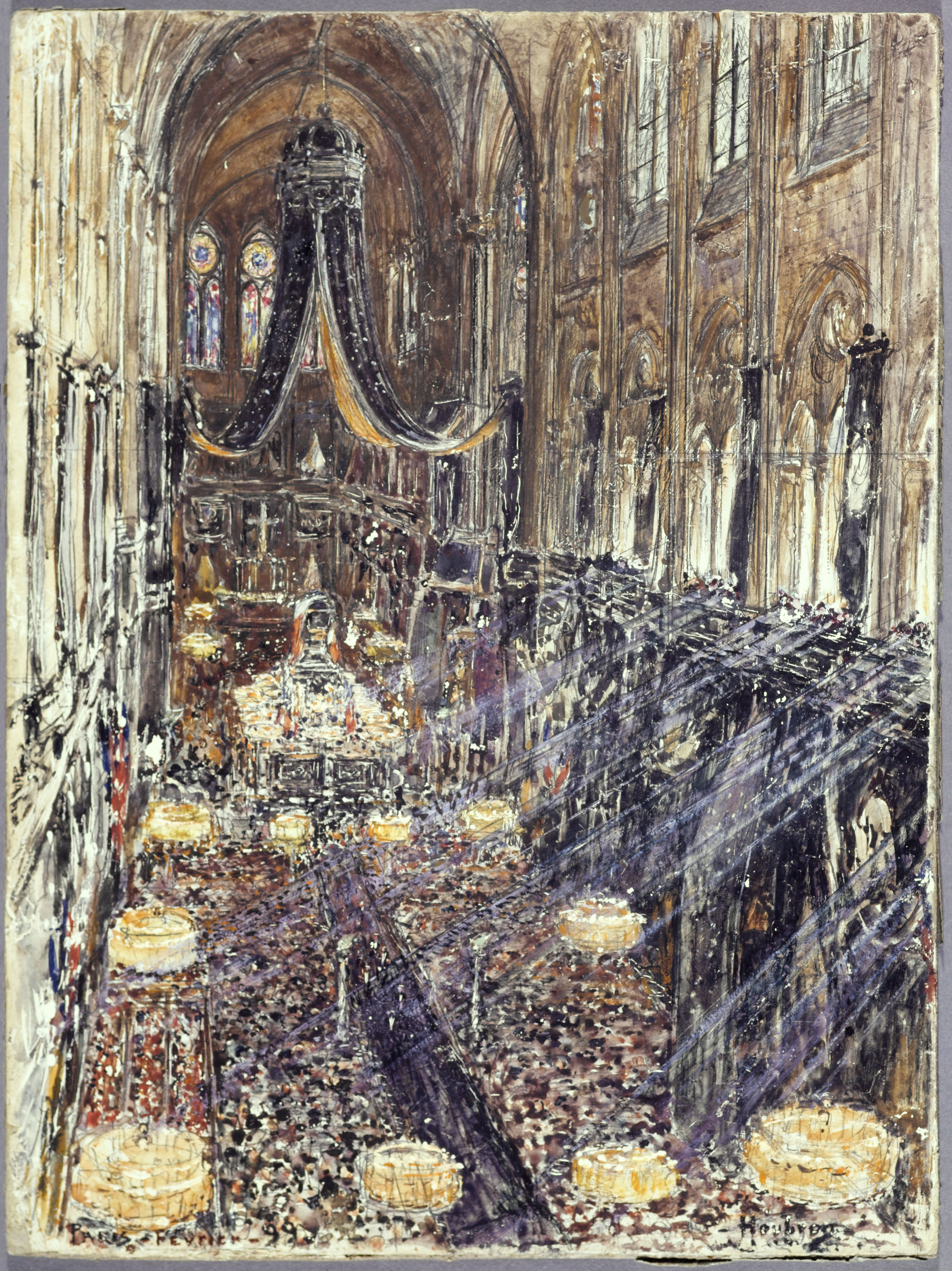
Frédéric Houbron - Les funérailles du président Félix Faure (1841-1899) à l'église Notre-Dame, le 1er février 1899 - P160 - Musée Carnavalet.

Le président eut droit à des obsèques nationales, célébrées le 23 février 1899 à la cathédrale Notre-Dame de Paris. Elles furent marquées par la tentative d'un coup d'État de la Ligue des patriotes, fomentée par Paul Déroulède, qui essaya en vain de faire prendre d'assaut le palais présidentiel. Félix Faure est inhumé au cimetière du Père-Lachaise à Paris (4e division).
Le gisant en bronze de Félix Faure, réalisé par le sculpteur René de Saint-Marceaux, le représente couché sous les plis des drapeaux français et russe, pour rappeler son rôle dans l'alliance franco-russe.

## Détail des mandats et fonctions
- 1870 : élu au conseil municipal du Havre
- 1881-1895 : député républicain modéré de la Seine-Inférieure de la circonscription du Havre
- 1881-1882 : sous-secrétaire d'État au Commerce et aux Colonies
- 1883-1885 : 1888 : sous-secrétaire d'État à la Marine
- 1894-1895 : ministre de la Marine
- 17 janvier 1895 - 16 février 1899 : président de la République

## Récompenses et distinctions

### Décorations
- Chevalier de la Légion d'honneur en 1875
- Grand-croix de la Légion d'honneur en 1895 et grand maître de l'ordre de 1895 à 1899 en tant que président de la République
- Chevalier de l'ordre de Saint-André en 1895 -  Empire russe
- Chevalier de l'ordre de la Toison d'or en 1898 -  Royaume d'Espagne
- Ordre de la Dynastie Chakri en 1897 -  Thaïlande

## Dans les arts et la culture
Plusieurs œuvres artistiques font référence aux circonstances de la mort de Félix Faure.

### Iconographie

#### Caricature
Il a fait de son vivant l'objet de nombreuses caricatures tant de la presse que de ses adversaires politiques. Ainsi en 1896, Le Figaro publie à l'occasion de la Promenade du Bœuf Gras au Carnaval de Paris, Le Bœuf Gras 1896 salué par Félix Faure et vu par Caran d'Ache. Le 23 avril 1898, Le Rire fait paraitre Le président Felix Faure et la reine Victoria.

### Filmographie
En avril 1897, il est le tout premier président de la République française à être filmé lors d'un voyage officiel où Charles Moisson, des studios Lumière, le suit lors de son déplacement de La Roche-sur-Yon à Niort,.

#### Télévision

##### Série
- 2021 : dans Paris Police 1900, la séquence d'ouverture du premier épisode de la série historique fait mourir le président Félix Faure dans une situation graveleuse, en compagnie de sa maîtresse.

##### Téléfilm
- 2009 : La Maîtresse du président de Jean-Pierre Sinapi, joué par Didier Bezace.

##### Documentaire
- 2012 : 1897 : Le président Félix Faure en voyage épisode 1 de la saison 3 Mystères d'archives.

### Chanson
- 2014 : La Mort de Félix Faure sur l'album En tout bien tout bonheur de Entre 2 Caisses ;
- 2015 : Félix présente sur l'album C'est du Limoges de Thomas Fersen.

## Hommage
Un lycée porte son nom à Beauvais (Picardie).
158 lieux publics en 2023 portent le nom de Félix Faure.
Une station du métro de Paris porte son nom, du fait de sa proximité avec l'avenue Félix-Faure.
À Lyon, l'arrêt de bus Félix Faure - Vivier-Merle, connexe aux lignes de bus C11, C25 et JD397, lui rend également hommage, par son nom et sa localisation, avenue Félix Faure
En 1895, les colons de la localité de Mélé, située près de Port-Vila aux Nouvelles-Hébrides, ont rebaptisé leur village « Faure-ville » (ou Faureville) en hommage au président en exercice.

## Sources
Les papiers personnels de Félix Faure sont conservés aux Archives nationales sous la cote 460AP.